# Vulcanops jennyworthyae
Vulcanops jennyworthyae (лат.) — вымерший вид млекопитающих из семейства новозеландских летучих мышей (Mystacinidae) отряда рукокрылых, обитавших во времена миоцена на Новой Зеландии. Единственный вид в роде Vulcanops.
Vulcanops jennyworthyae был описан в 2018 году по окаменелым зубам и фрагментам костей. Новый род и вид были помещены в семейство Mystacinidae. Название рода Vulcanops дано в честь римского бога огня и вулканов Вулкана. Суффикс -ops обычно используется для родов летучих мышей. «Вулкан» был выбран в честь тектонической природы Новой Зеландии, а также исторического отеля «Vulcan Hotel», в шахтёрском городке Сент-Батанс. Видовое название дано в честь Дженнифер П. Уэрди в знак признания её ключевой роли в раскрытии разнообразия фауны Сент-Батанса. Дженнифер Уэрди — учёный, который обнаружил окаменелости V. jennyworthyae. Окаменелые остатки были найдены в отложениях возрастом приблизительно 19—16 миллионов лет назад.
Исходя из среднего значения нескольких экстраполяций по размеру его зубов, Vulcanops jennyworthyae весил бы чуть меньше 40 г. Масса тела в три раза превышает среднее значение современных летучих мышей. Это самая большая летучая мышь в своём семействе.
Присутствие большого гипокона на его верхних молярах указывает на то, что он не был строго плотоядным. Большой тупой гипокон указывает на травоядность. Он бы жил среди деревьев, а также добывал пищу на земле. Вероятно, он потреблял беспозвоночных, таких как насекомые и паукообразные.
Их рацион, вероятно, включал в себя ряд животных и растений и напоминал южноамериканские виды Mystacinidae, потребляющие большее количество растительной пищи, чем более мелкие и более плотоядные современные австралийские виды.